# Gisburn
Gisburn is een civil parish in het bestuurlijke gebied Ribble Valley, in het Engelse graafschap Lancashire met 521 inwoners.

## Galerij

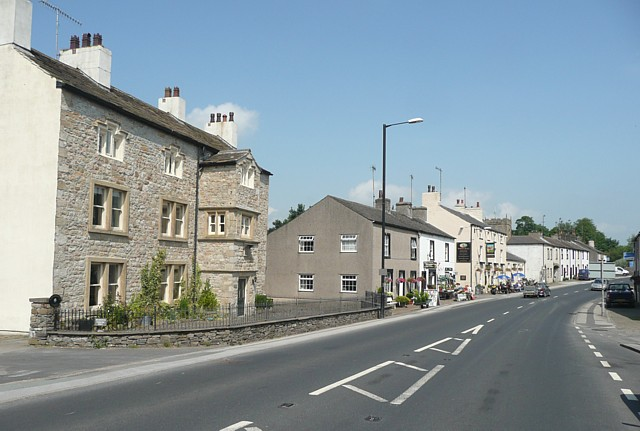
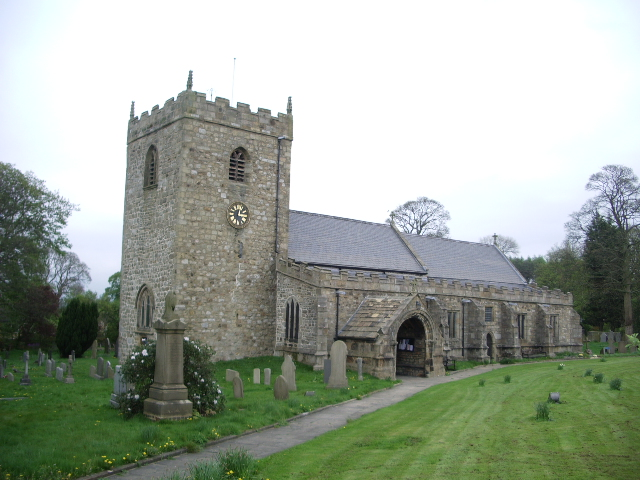